# Santos Fútbol Club (Angola)
El Santos Futebol Clube de Angola es un equipo de fútbol de Angola que juega en la Segundona, la segunda liga de fútbol más importante del país.

## Historia
Fue fundado en el año 2002 en la localidad de Viana y su nombre y uniforme se deben a su siilar de Brasil, Santos FC. Lograron el ascenso a la Girabola 4 años después de su fundación, aunque todavía no han sido campeones de liga, pero sí han ganado el Torneo de Copa y la Supercopa en 1 ocasión cada uno.
A nivel internacional ha participado en 1 torneo continental, en la Copa Confederación de la CAF del año 2009, donde llegaron hasta la fase de grupos.

## Palmarés
- Copa de Angola: 1

2008
- Super Copa de Angola: 1

2009

## Participación en competiciones de la CAF
| Temporada | Torneo                       | Ronda          | Club           | Casa | Visita | Global      |
| --------- | ---------------------------- | -------------- | -------------- | ---- | ------ | ----------- |
| 2009      | Copa Confederación de la CAF | 1              | USM Libreville | 4-2  | 1-0    | 5-2         |
| 2009      | Copa Confederación de la CAF | 2              | Union Douala   | 4-0  | 1-1    | 5-1         |
| 2009      | Copa Confederación de la CAF | 3              | Al-Ahly        | 3-0  | 0-3    | 3-3 (6-5 p) |
| 2009      | Copa Confederación de la CAF | Fase de grupos | ENPPI Club     | 1-0  | 0-4    | 4.º lugar   |
| 2009      | Copa Confederación de la CAF | Fase de grupos | ES Sétif       | 1-0  | 0-6    | 4.º lugar   |
| 2009      | Copa Confederación de la CAF | Fase de grupos | AS Vita Club   | 1-0  | 0-1    | 4.º lugar   |

## Exentrenadores
- Mário Calado (2007-?)[3]
- David Dias (?-2011)[4]
- Vata Garcia (interino-2011-?)[4]
- José Luis Borges (?-2012)[5]
- Luís Quintas (interino- 2012-?)[6][5]